# Michiel Jansz. van Mierevelt
Michiel Jansz. van Mierevelt, Mierveld ou encore Mireveldt (Delft, 1er mai 1566 - Delft, le 27 juin 1641) fut un peintre du siècle d'or hollandais.

## Biographie
Michiel Jansz. van Mierevelt est le fils d'un orfèvre qui le place dès son jeune âge en apprentissage chez le graveur Hieronymus Wierix. Il fut ensuite l'élève de Willem Willemz et Augusteyn of Delft, jusqu'à ce que le peintre Anthonie van Montfoort, qui avait beaucoup apprécie deux gravures du jeune Mierevelt qu'il avait vues (Le Christ et le bon Samaritain et Judith et Holopherne), ne décide de l'inviter dans son atelier à Utrecht.
Mierevelt devient membre de la Guilde de Saint-Luc à La Haye en 1625. Se consacrant d'abord à la nature morte, il s'employa ensuite presque exclusivement au portrait, genre dans lequel il acquit un si grand succès qu'il fut obligé d'employer de nombreux assistants pour répondre aux commissions qu'il recevait. Aujourd'hui, environ 500 œuvres lui sont attribuées. Les peintures qui lui sont attribuées sans aucun doute sont remarquables pour leur sincérité, la perfection du dessin et l'harmonie des couleurs, mais néanmoins assez peu des tableaux portant son nom (ils sont plus de deux mille) sont réellement de sa main. Sa réputation était si grande de son vivant qu'il fut approché par de nombreux souverains européens de l'époque : il reçut une pension de l'archiduc Albert d'Autriche et fut récompensé pour ses services par le roi de Suède et par le comte palatin de Neuburg. Le roi Charles Ier d'Angleterre, lui, tenta vainement de l'attirer à sa cour. Grâce à son succès il une accumula une richesse importante.
Bien qu'il soit surtout connu pour ses portraits, qui ont été maintes fois reproduits par les plus grands graveurs de son temps, Mierevelt a aussi peint quelques scènes mythologiques d'importance mineure.

## Œuvres

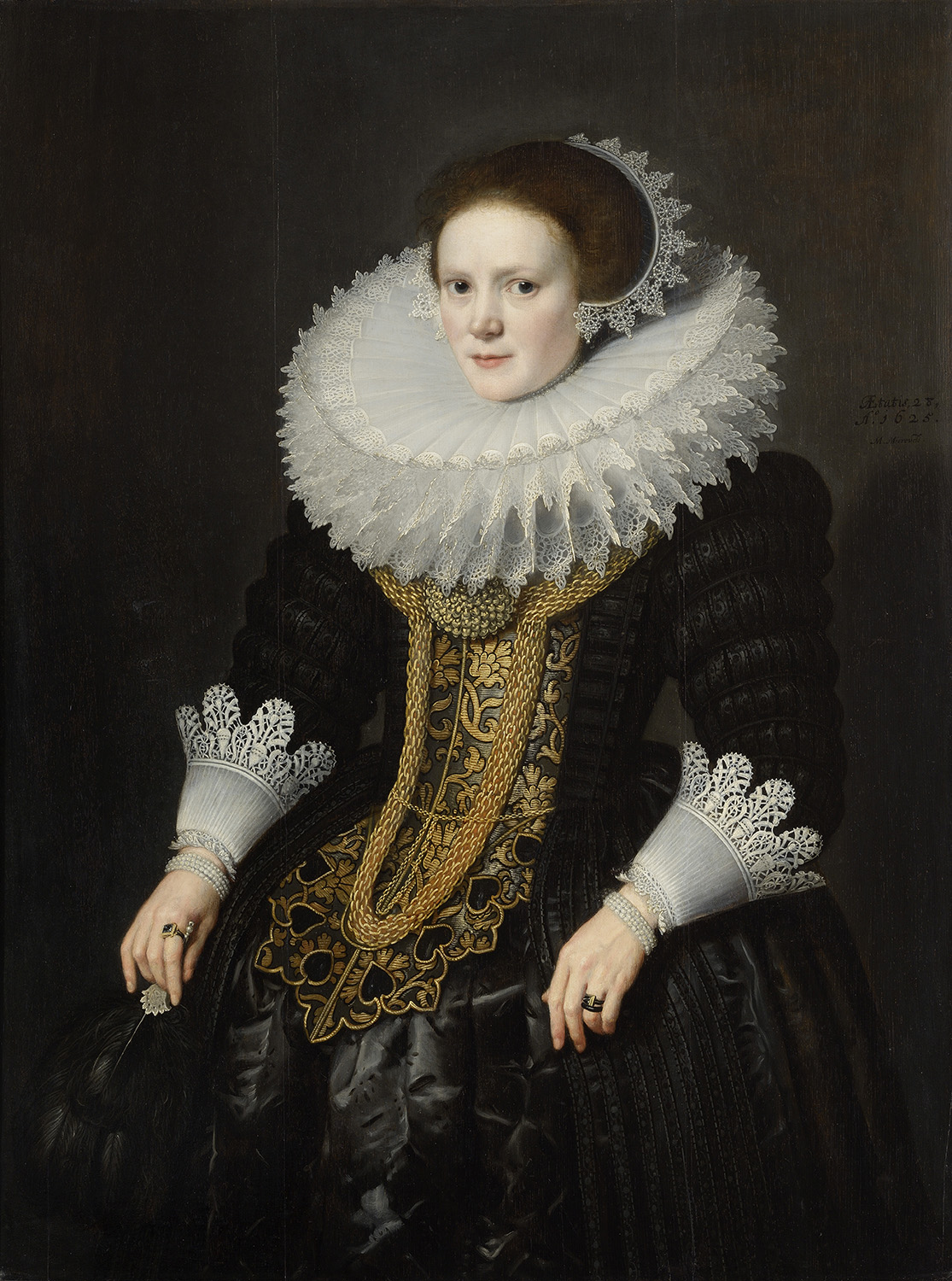
Portrait de femme, huile sur bois, 1625, musée des beaux-arts de Lyon.
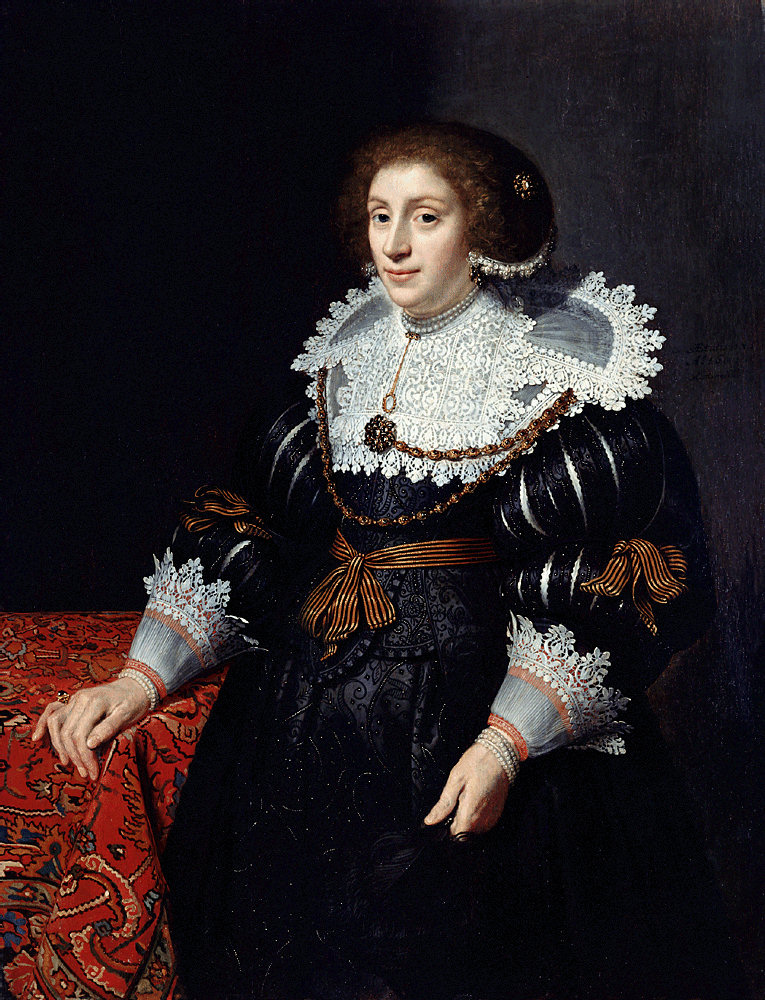
Portrait de femme, huile sur bois, 1625, musée des beaux-arts de Lyon.
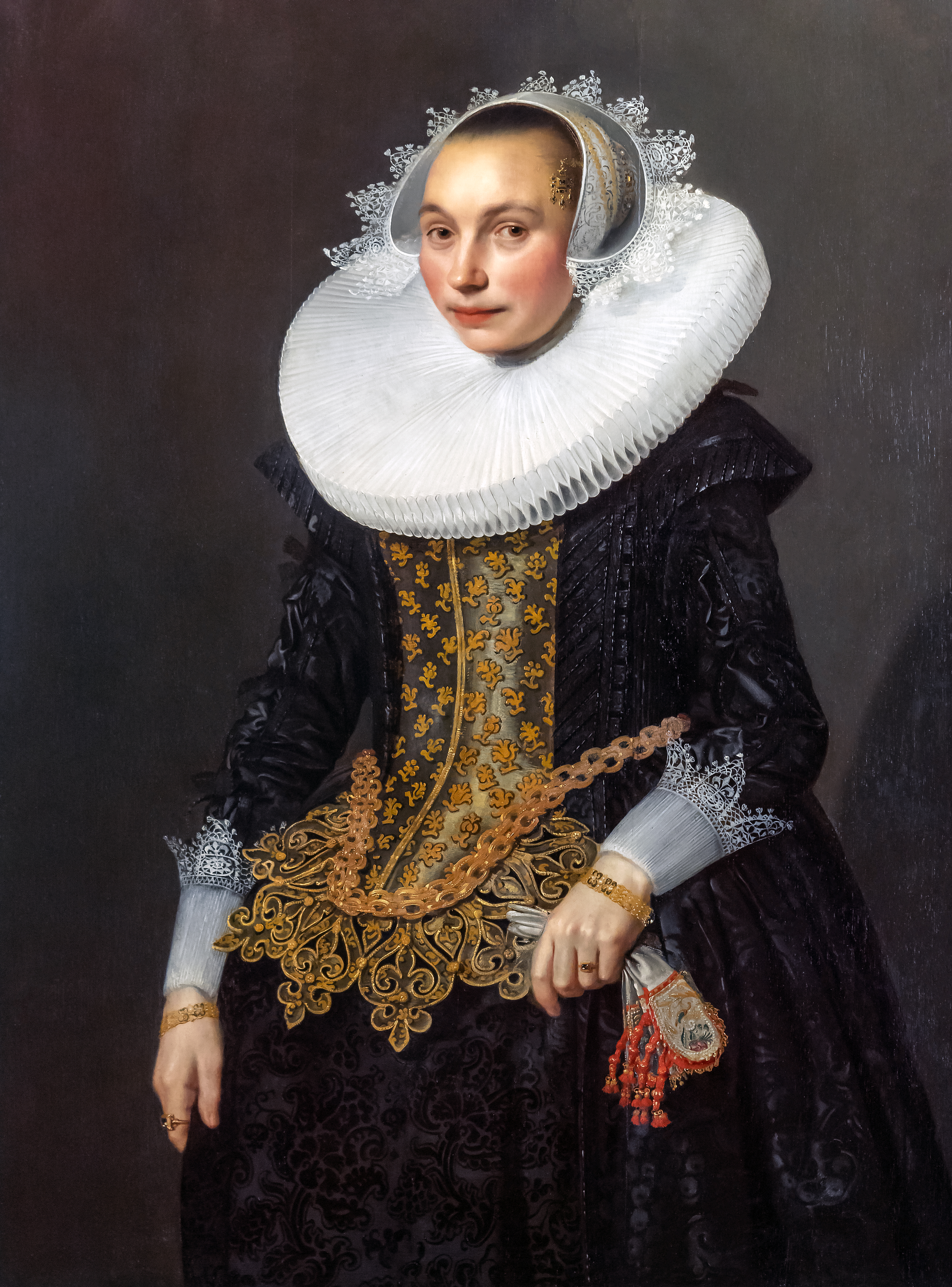
Portrait de femme, huile sur bois, Musée des Beaux-Arts de Carcassonne.
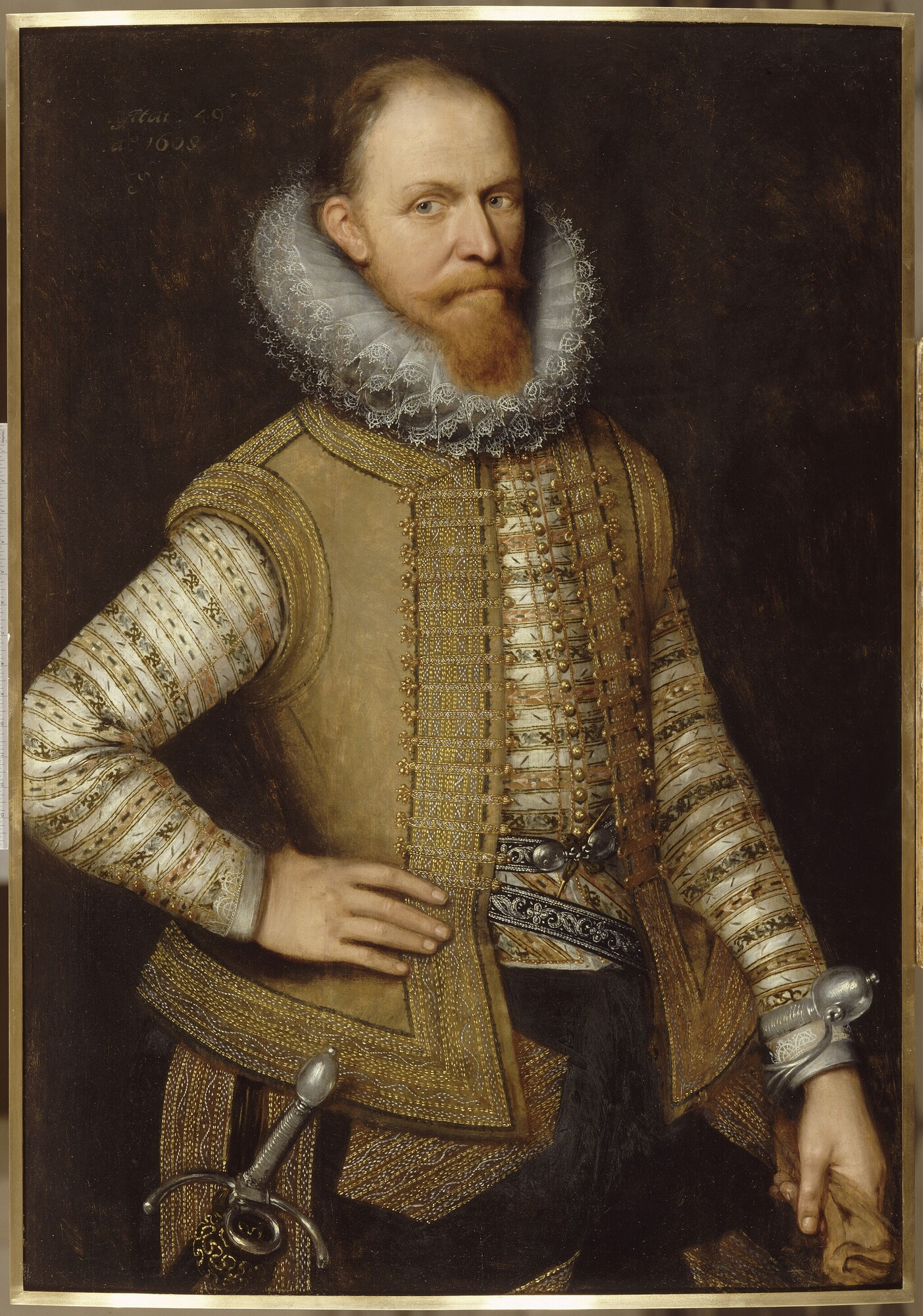
Portrait de Maurice de Nassau, Prince d'Orange, huile sur toile, Château de Versailles.
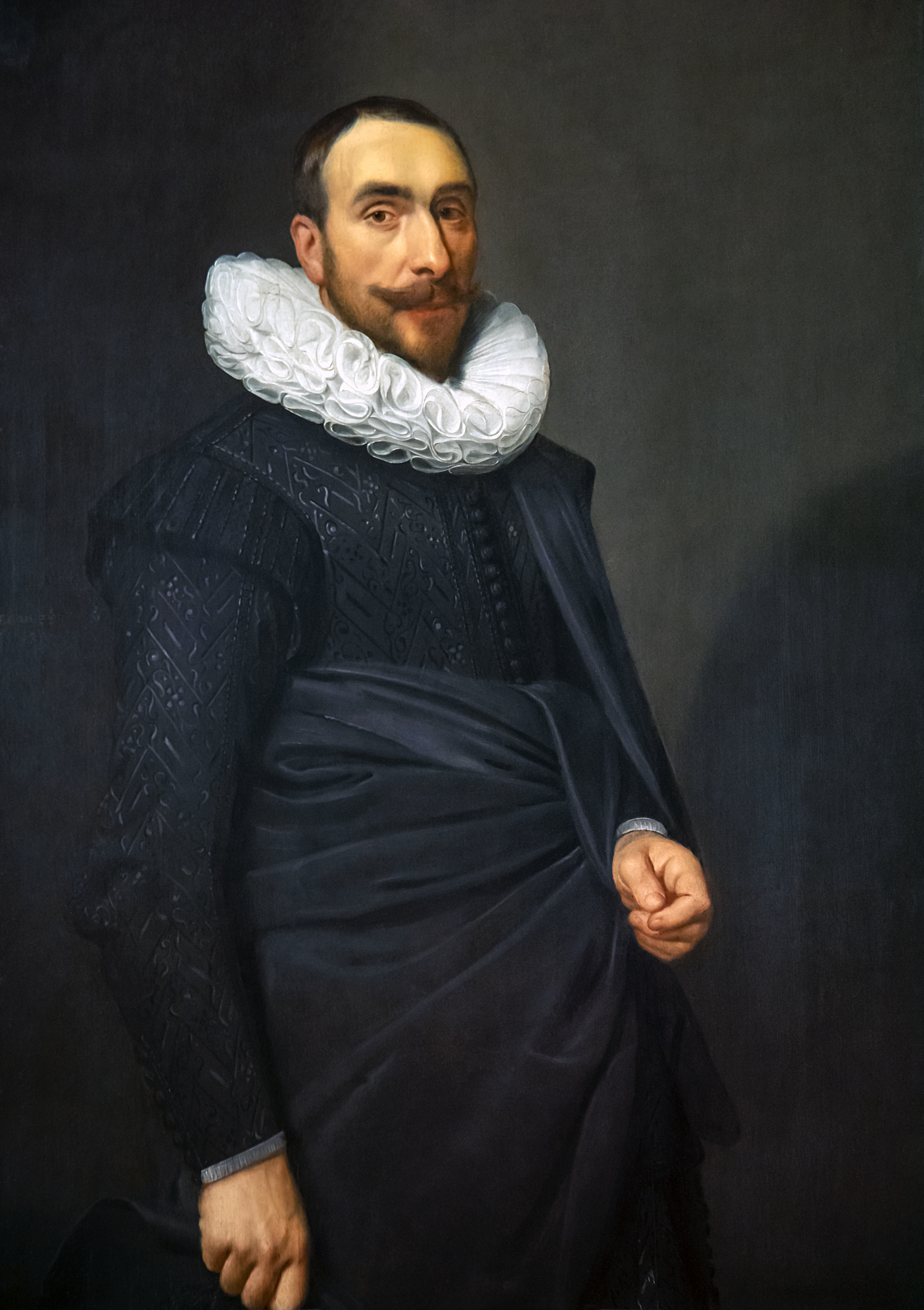
Portrait d'homme, huile sur bois, Musée des Beaux-Arts de Carcassonne.

## Postérité
La plus grande collection de ses œuvres se trouve aujourd'hui au Rijksmuseum d'Amsterdam, mais on retrouve ses peintures dans les plus grands musées du monde comme la Mauritshuis, le musée du Louvre, l'Alte Pinakothek, la Gemäldegalerie ou encore le musée des beaux-arts de Lyon et la Gemäldegalerie Alte Meister à Dresde. Plusieurs de ses œuvres sont conservées à l'hôtel de ville de Delft.
Plusieurs de ses élèves connurent également le succès. Parmi les plus célèbres et talentueux d'entre eux on peut citer Paulus Moreelse, Jan Antonisz van Ravesteyn, Daniel Mijtens, Anthonie Palamedesz, Johan van Nes et Hendrick Cornelisz. van Vliet. Ses fils Pieter (1596 - 1623) et Jan (mort en 1633) ainsi que son beau-fils Jacob Delff, peignirent probablement beaucoup des peintures qui portent son nom. Antoine van Dyck a peint son portrait, qui fut par la suite gravé par Jacob Delff.